# Tocro à poitrine rousse
Odontophorus speciosus
Espèce
Statut de conservation UICN

 LC  : Préoccupation mineure
Le Tocro à poitrine rousse (Odontophorus speciosus) est une espèce d'oiseaux de la famille des Odontophoridae.

## Répartition
Cet oiseau vit en Bolivie, en Équateur et au Pérou.

## Habitat
Son habitat naturel est la forêt tropicale ou subtropicales de montagne.

## Liste des sous-espèces
Selon la classification de référence du Congrès ornithologique international (version 15.1, 2025) :
- Odontophorus speciosus soderstromii Lönnberg & Rendahl, 1922 — est et sud de l'Équateur ;
- Odontophorus speciosus speciosus Tschudi, 1843 — centre-est du Pérou ;
- Odontophorus speciosus loricatus Todd, 1932 — sud-est du Pérou et est de la Bolivie.